# ساو غونسالو (ريو دي جانيرو)
ساو غونزالو (بالبرتغالية:São Gonçalo) هي مدينة في ولاية ريو دي جانيرو في البرازيل عدد سكانها 1,016,128 نسمة.وتبلغ مساحتها 249.142 كلم مربع وقد بنيت هذه المدينة في 22 سبتمبر 1890.

## أعلام
- بسمارك باريتو فاريا
- ألتير غوميز دي فيغويريدو
- كلوديا ليتي
- هيلتون أرودا
- فينيسيوس جونيور
- روبيرتو ميراندا